# Damon, oder die wahre Freundschaft
Damon, oder die wahre Freundschaft ist ein Lustspiel von Gotthold Ephraim Lessing in einem Aufzug. Thema des Theaterstückes ist der Unterschied zwischen Freundschaft und Liebe. Das Stück, von Lessing im Jahr 1747 geschrieben, ist sein erster Versuch als Theaterautor.

## Charaktere
- Damon, ein Freier der Witwe und Leanders bester Freund
- Leander, ein Freier der Witwe und Damons bester Freund
- Die junge schöne Witwe
- Lisette, Bedienstete der Witwe
- Oronte, ein Freier der Witwe und Damons Vetter

## Handlung
Das Stück spielt in einem Saal im Haus der Witwe oder in deren Garten (da keine Regieanweisungen vorhanden sind, liegt es im Gestaltungsspielraum des Regisseurs, einen Schauplatz zu wählen).
Es bietet sich folgende Situation: Damon und Leander lieben beide eine junge Witwe, und diese liebt beide Herren und kann sich nicht für einen von ihnen entscheiden. Allerdings sind Leander und Damon beste Freunde, daher will keiner der beiden dem anderen die Frau streitig machen, da bei ihnen die Freundschaft über alles steht.
Um diesem Zustand ein Ende zu bereiten, rät Lisette der Witwe, demjenigen ihr Ja-Wort zu geben, der ein ausstehendes Handelsgeschäft in Indien erfolgreicher zum Abschluss bringt als der andere. Gleichzeitig überredet Lisette Leander, mithilfe einer List die Gunst der Witwe zu gewinnen und somit seinen besten Freund Damon auszubooten. Als Leander nun erfährt, dass sein Schiff auf der Rückfahrt aus Indien gesunken sei und er sich daher keine Hoffnungen mehr auf eine Verbindung mit der Witwe machen kann, beschließt er, der List von Lisette zuzustimmen. So lässt Leander Damon im Ungewissen über den  schweren Schicksalsschlag, der ihm widerfahren ist. Stattdessen appelliert er an Damons treue Freundschaft, dass wenn einmal einem der beiden etwas passiere, der Andere jeweils mit seinem Vermögen helfen werde, auch wenn durch diese Hilfe die Gunst der Frau verloren ginge. Damon stimmt diesem natürlich zu, da ihm die Freundschaft über alles geht.
Als nun aber Leanders Schiff doch glücklich in den Hafen einläuft und stattdessen Damons Schiff untergegangen ist, fliegt Leanders Untreue auf. So entscheidet sich die Witwe für Damon, da er zwar nicht der erfolgreichere Handelsmann ist, aber die größere Seele bewiesen hat.
Leander, voll Scham, will sich verabschieden, da er sich der Freundschaft nicht mehr für würdig hält. Damon verzeiht ihm jedoch und stellt Leander somit erneut seine große Freundschaft unter Beweis.